# لپرکان ۲
لپرکان ۲ (انگلیسی: Leprechaun 2) فیلمی در ژانر ترسناک است که در سال ۱۹۹۴ منتشر شد.

## بازیگران
- وارویک دیویس
- لیندا هاپکینز
- سندی بارون
- کلینت هاوارد
- ال وایت
- کیمی رابرتسون
- آنتونی کاکس
- مایکل مک‌دونالد
- مارتا هکت
- بیلی بک